# 김당 (투후)
김당(金當, ? ~ ?)은 전한 말기 ~ 신나라의 제후이다. 전한의 거기장군 김일제의 증손으로, 생모 남(南)은 왕망의 생모 공현군(功顯君)의 동복동생이다.

## 행적
전한 원시 4년(4년), 종조부 김상을 끝으로 끊겨 있었던 투후(秺侯) 작위를 이어받았다. 작위는 신나라 때에도 이어졌고, 신나라 멸망 후 후사가 끊겼다.

## 김당이 등장하는 작품
- 《김수로》(MBC, 2010년~2010년, 배우:김형일)

## 출전
- 반고, 《한서》 권17 경무소선원성공신표·권68 곽광김일제전

| 선대 (45년 전) 종조부 투절후 김상 | 전한 ~ 신의 투후 4년 ~ 23년 | 후대 (신 멸망) |